# Patrícia Pillar

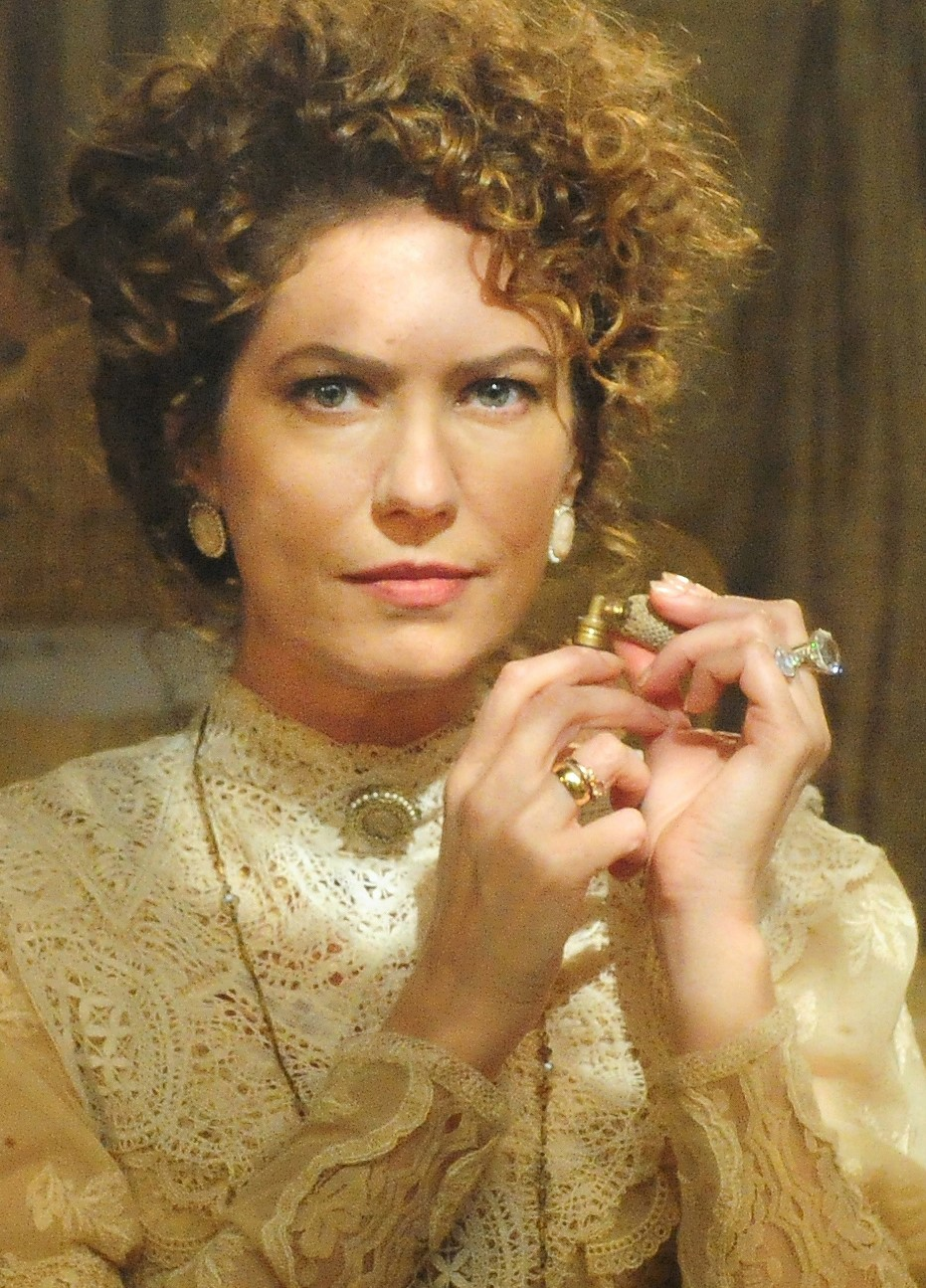
En 2012

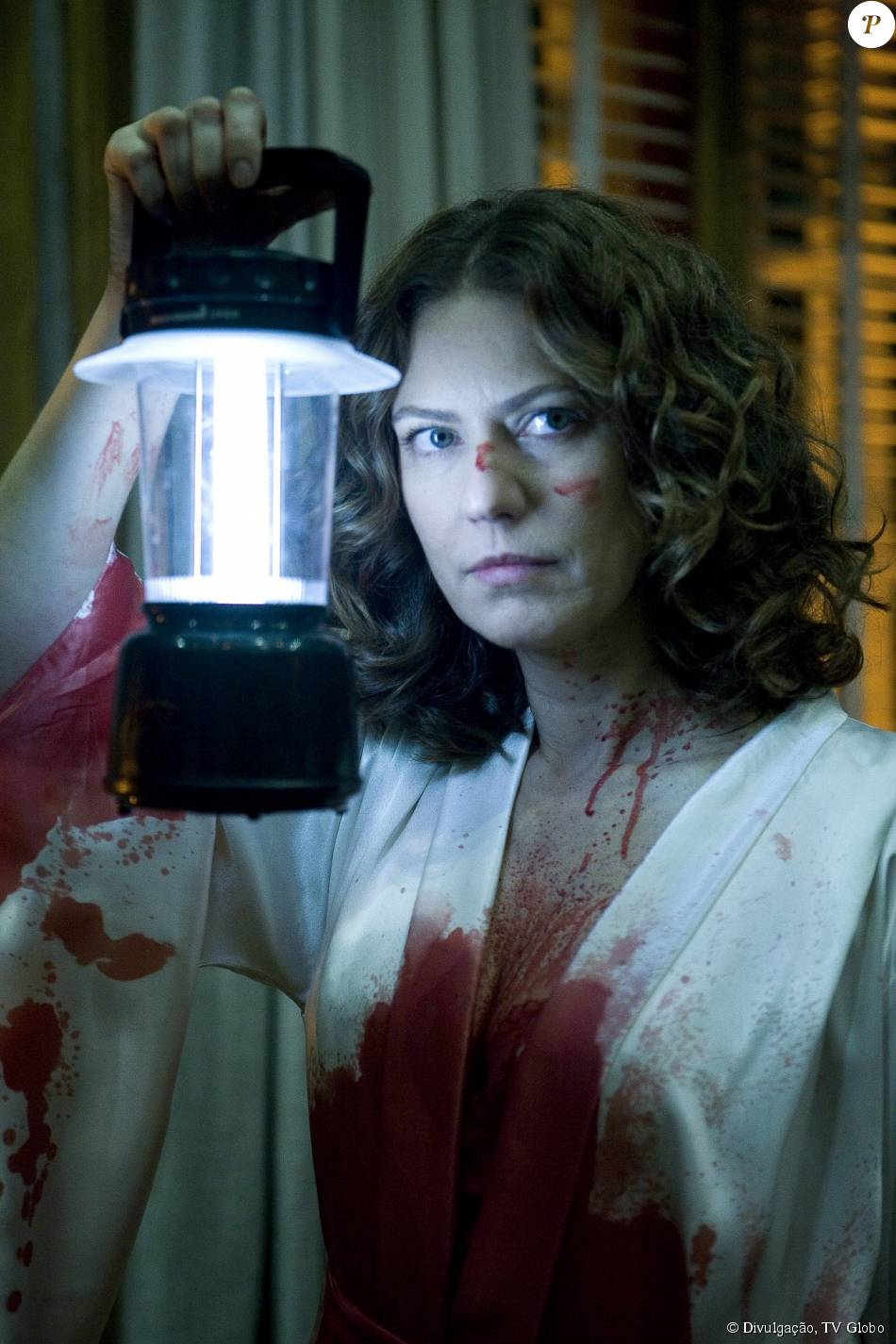
En 2008 dans A Favorita

Patrícia Gadelha Pillar, née le 11 janvier 1964 à Brasília, est une actrice, présentatrice de télévision, réalisatrice et productrice brésilienne.

## Biographie
Née en 1964, son enfance se déroule dans différents endroits du Brésil, en raison des affectations de son père, officier de la marine. Elle s'installe à Rio de Janeiro à l'âge de quatorze ans. Elle veut devenir actrice et prend des cours de théâtre. Elle commence sa carrière cinématographique en 1983. Deux ans plus tard, elle fait ses débuts à la télévision en tant que présentatrice de l'émission de clips musicaux FM TV, sur Rede Manchete. Toujours en 1985, elle joue dans sa première telenovela, Roque Santeiro, de TV Globo. Elle épouse un musicien, Zé Renato, une relation qui prend fin dix ans plus tard.
Au cinéma, sa première œuvre marquante remonte à 1992 avec le film A Maldição do Sanpaku, qui remporte le festival du film de Brasilia, le festival du film de Natal et le trophée APCA (pt), tous deux dans la catégorie de la meilleure actrice. Quatre ans plus tard, elle remporte à nouveau l'APCA, dans la catégorie Meilleure actrice dans un second rôle. À la télévision, elle connaît son heure de gloire en 1996, lorsqu'elle a joué le rôle de Luana dans O Rei do Gado, une militante d'un groupe de sans-terre qui finit par tomber amoureuse de l'homme dont elle envahit la propriété. Ce rôle lui vaut le prix Contigo ! TV dans la catégorie meilleure actrice. Huit ans plus tard, Patrícia Pillar est nommée pour la meilleure actrice pour son travail dans Cabocla, dans le rôle d'Emerenciana. Cependant, elle ne perce dans la profession qu'en 2008 dans le rôle de Flora dans A Favorita, qui lui vaut plusieurs prix dont à nouveau  le trophée APCA.
En 1999, elle se marie avec l'homme politique Ciro Gomes qui était alors député fédéral de l'État de Ceará sous l'étiquette du PPS. Le couple se sépare en 2011, mais en 2018, elle soutient sa candidature à l’élection présidentielle.
En décembre 2001, Patrícia se découvre  une grosseur au sein. Il s'agit d'une tumeur maligne, mais diagnostiquée à un stade précoce :  elle peut être complètement retirée. L'actrice rend sa maladie publique et apparaît le crâne rasé dans plusieurs événements, afin d'encourager les femmes à s'auto-examiner les seins et à affronter le cancer. À partir de ce moment-là, elle intègre des campagnes de l'Institut brésilien de lutte contre le cancer, avec d'autres artistes. En 2002, l'actrice doit subir un processus de chimiothérapie, en raison de l'ablation de la tumeur du sein. Elle participe également à une campagne contre les violences faites aux femmes.
En 2006, pour son rôle principal dans le film Zuzu Angel, elle reçoit deux nominations au prix national du cinéma Contigo ! et au Grand Prix du cinéma brésilien.

## Filmographie

### Cinéma

#### Longs-métrages
- 1983 : Para Viver um Grande Amor de Miguel Faria Jr. : Marina
- 1988 : Festa de Ugo Giorgetti : joueuse de billard
- 1992 : A Maldição do Sanpaku de José Joffily : Cris
- 1994 : Menino Maluquinho - O Filme de Helvécio Ratton : la mère
- 1995 : O Quatrilho de Fábio Barreto : Teresa
- 1995 : O Monge e a Filha do Carrasco de Walter Lima Jr. : Amula
- 1996 : O Noviço Rebelde de Renato Aragão : Maria do Céu
- 1998 : Amor & Cia de Helvécio Ratton : Ludovina
- 2006 : Zuzu Angel de Sérgio Rezende : Zuzu Angel
- 2006 : Se Eu Fosse Você de Daniel Filho : Dr. Cris
- 2007 : Pequenas Histórias de Helvécio Ratton : Iara
- 2015 : O Duelo de Marcos Jorge : Clotilde
- 2017 : Unicórnio de Eduardo Nunes : la mère de Maria

#### Courts-métrages
- 2004 : O Casamento de Iara de Helvécio Ratton : Iara

#### Doublages
- 2005 : La Marche de l'empereur de Luc Jacquet : la mère manchot (version brésilienne)
- 2012 : Margaret Mee e a Flor da Lua de Malu de Martino : narratrice

### Télévision

#### Émissions
- 1983 : FM TV : animatrice
- 1986 : Vídeo Show : animatrice
- 1992 : Você Decide : ? (épisodes Verdades e Mentiras et O Sonho Dourado)
- 2007-2011-2013 : Som Brasil : animatrice

#### Séries télévisées
- 1985 : Roque Santeiro : Linda Bastos Moreyra França
- 1986 : Mademoiselle (Sinhá Moça) : Ana do Véu (Ana Luísa Maria Teixeira)
- 1987 : Brega e Chique : Ana Cláudia Alvaray
- 1987 : Triangle en bermuda (Armação Ilimitada) : Santinha de Oliveira (épisode Verão 87)
- 1988 : Vida Nova : Bianca
- 1990 : Rainha da Sucata : Alaíde
- 1991 : Salomé : Salomé
- 1992 : As Noivas de Copacabana : Cinara Alves
- 1993 : Renascer : Eliana
- 1994 : Pátria Minha : Ester Fonseca
- 1994 : Caso Especial : Esmeraldinha
- 1996 : O Rei do Gado : Luana (Marieta Berdinazzi II)
- 1998 : Mulher : Dra. Cris (Cristina Brandão)
- 2001 : Um Anjo Caiu do Céu : Duda (Maria Eduarda)
- 2003 : Carga Pesada : Rosa (épisode A Grande Viagem, parties 1, 2, 3, 4)
- 2004 : Cabocla : Emerenciana de Sousa Pereira (Ciana)
- 2005 : Os Amadores : Paula (épisode 27 de dezembro)
- 2005 : A Diarista : Marta (épisode Aquele do Parto)
- 2005 : Damas e Cavalheiros : Mulher (épisode Remoendo Lembranças)
- 2006 : Sinhá Moça : Cândida Ferreira (Baronesa de Araruna)
- 2008 : A Favorita : Flora Pereira da Silva (Sandra Maia/Espoleta)
- 2011 : Passione : Juliana (épisodes 13 de janeiro et 14 de janeiro)
- 2011 : Divã : Suzana (épisodes 5 de abril et 12 de abril)
- 2012 : As Brasileiras : Ludmila (épisode A Viúva do Maranhão)
- 2012 : Lado a Lado : Constância Assunção
- 2014 : Amores Roubados : Isabel Favais
- 2014 : O Rebu : Ângela Mahler
- 2016 : Ligações Perigosas : Isabel D'Ávila de Alencar
- 2018 : Onde Nascem os Fortes : Cássia Ferreira da Silva

#### Téléfilms
- 2004 : Histórias de Cama & Mesa de Maurício Farias : Paula

## Théâtre
- 1981 : Os Banhos de Vladimir Maïakovski, mis en scène par Paulo Reis : Belvedonski
- 1982 : Jogos de Guerra, à partir de textes de Bertolt Brecht (Grand-peur et misère du IIIe Reich) et Fernando Arrabal (Guernica, Pique-Nique en campagne), mis en scène par Cláudio Torres Gonzaga : ?
- 1983 : Tem Pra Gente, Se Invente de Hamilton Vaz Pereira, mis en scène par Hamilton Vaz Pereira : Fátima, Glória, une vampire, etc.
- 1984 : Morangos e Lunetas de Beto et Denise Crispun, mis en scène par Beto Crispun : Tainá
- 1985 : Amizade de Rua de Fausto Fawcett et Hamilton Vaz Pereira, mis en scène par Hamilton Vaz Pereira : Bianca
- 1986 : Estúdio Nagasaki de Hamilton Vaz Pereira, mis en scène par Hamilton Vaz Pereira : Yushimasa Nagashima, Diana et Afrânio
- 1986 : Quando eu olho pros teus olhos vejo logo meteoros de ?, mis en scène par ? : Cantora
- 1988 : O Máximo de , mis en scène par : Rei Midas, Glória, etc.
- 1989 : Lobo De Rayban de Renato Borghi, mis en scène par José Possi Neto : Júlia Ferraz
- 1991 : Prima Roshana em Freud Levou Pau em Ginecologia de Alexandre Machado, mis en scène par José Lavigne : Roshana
- 2004 : La Preuve (A Prova) de David Auburn, mis en scène par Aderbal Freire Filho : Catherine